# Нормальные волны

Анимация распространения нормальной бегущей электромагнитной волны с типом моды TE31 в прямоугольном волноводе

Норма́льные волны, или со́бственные во́лны, — гармонические волны, которые могут существовать в некоторой линейной динамической системе с постоянными не обязательно однородными распределёнными параметрами в случае пренебрежимо малого поглощения (диссипации) и рассеивания энергии волны.
Нормальные волны являются обобщением понятия нормальных колебаний и описывают распространение волн в неограниченном или частично ограниченном пространстве, например, в полупространстве. Особую роль нормальные волны играют в теории волноводов, волновых каналов оптоволоконных линий, колебаний полубесконечных струн и др.
Если размеры ограниченного пространства, где распространяются волны, велики по сравнению с длиной волны колебания, то типы колебаний можно описывать в такой системе как в терминах нормальных колебаний, так и собственных волн, например, акустические волны в большом помещении.

## Свойства
Для нормальных волн справедливы следующие достаточно общие утверждения:
1. каждая нормальная волна в данной системе может распространяться без стороннего воздействия и может быть возбуждена специальным подбором начальных условий без побочного возбуждения каких-либо других нормальных волн;
2. любое волновое движение произвольной формы всегда может быть представлено как суперпозиция нормальных волн в пространстве и времени;
3. временно́й спектр нормальных волн является сплошным, и любая волна может быть представлена в виде интеграла по всем нормальным волнам.

## Математическое описание
Простейшим случаем является среда, параметры которой не меняются вдоль одного из направления (например, вдоль оси {\displaystyle z}). Такая ситуация характерна, например, для прямолинейных однородных волноводов. Тогда нормальные волны являются гармоническими не только во времени, но и в пространстве в направлении оси {\displaystyle z}, и поэтому каждая из таких волн может быть математически записана в виде частного решения волнового уравнения для одномерного случая:
{\displaystyle a_{i}=A_{i}({\vec {r}}_{\perp },\omega )\cos(\omega t-k_{z}z),}
где {\displaystyle \omega } — частота волнового колебания;
{\displaystyle k_{z}} — продольное волновое число — модуль волнового вектора;
{\displaystyle A_{i}} — распределение амплитуды нормальной волны, зависящее только от поперечного радиус-вектора {\displaystyle {\vec {r}}_{\perp }}.
В общем случае скорость распространения волны зависит от её длины. Зависимость круговой частоты волны {\displaystyle \omega } от модуля волнового вектора {\displaystyle k_{z}} (и, соответственно от длины) называется дисперсией волны и обычно является неоднозначной функцией. Каждая независимая ветвь функции {\displaystyle \omega (k_{z})} называется отдельной нормальной модой (или просто модой).
В изотропных средах фазовая скорость распространения волны с заданной частотой не зависит от направления её распространения, в неизотропных и гиротропных средах в общем случае такая зависимость наблюдается, не только от направления, но и от типа поляризации (для гиротропных сред).
Нормальные моды могут отличаться распределением по амплитуде, типом поляризации (линейная, круговая поляризация) или физической природой волновых процессов. Частоты некоторых нормальных мод разного типа могут совпадать, в этом случае такие моды называют вырожденными, число возможных совпадающих по частоте мод разного типа называют кратностью вырождения.